# 愛知県道366号小渡明川足助線

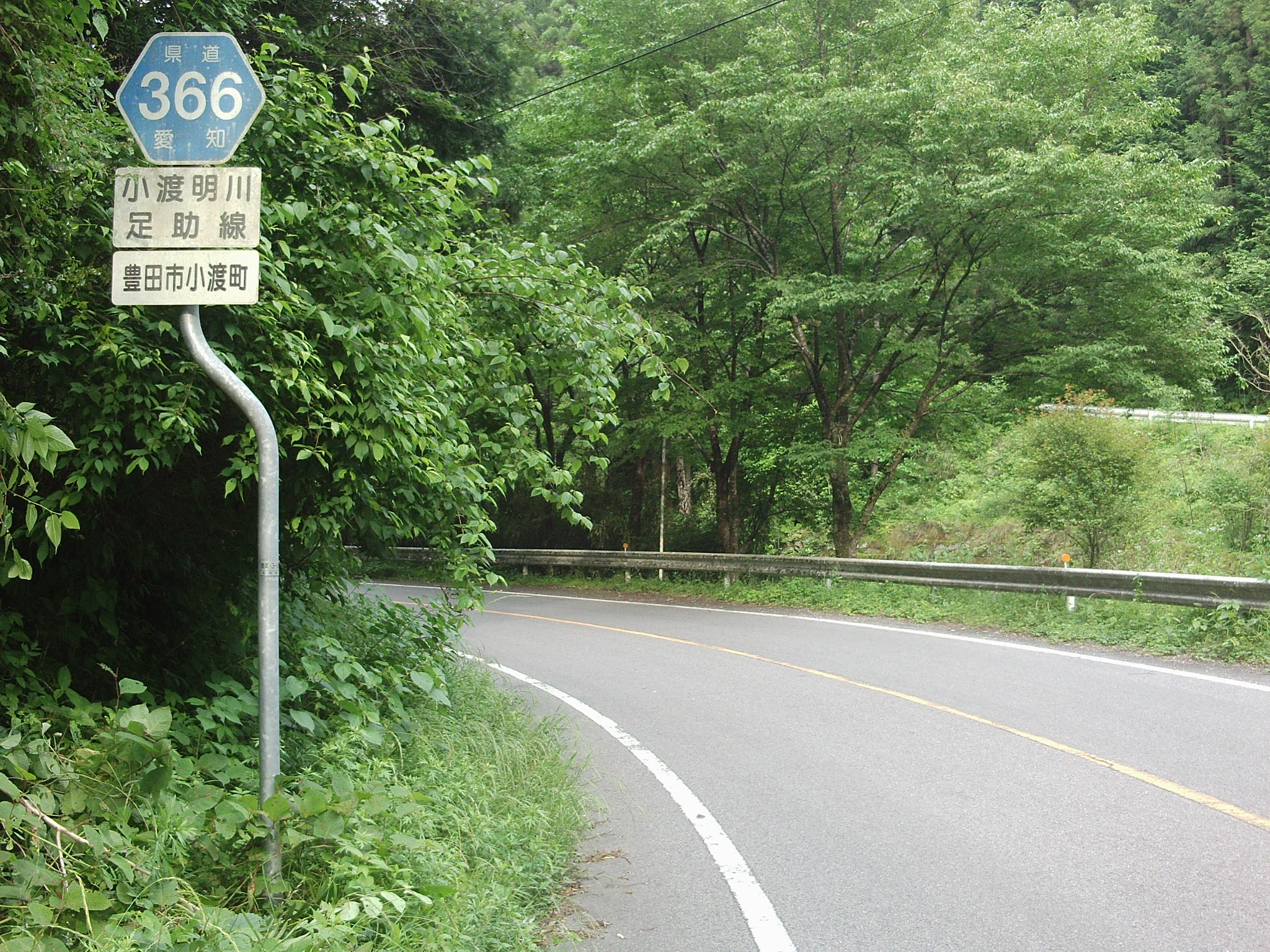
介木川に沿って山間部を通る。（豊田市小渡町）

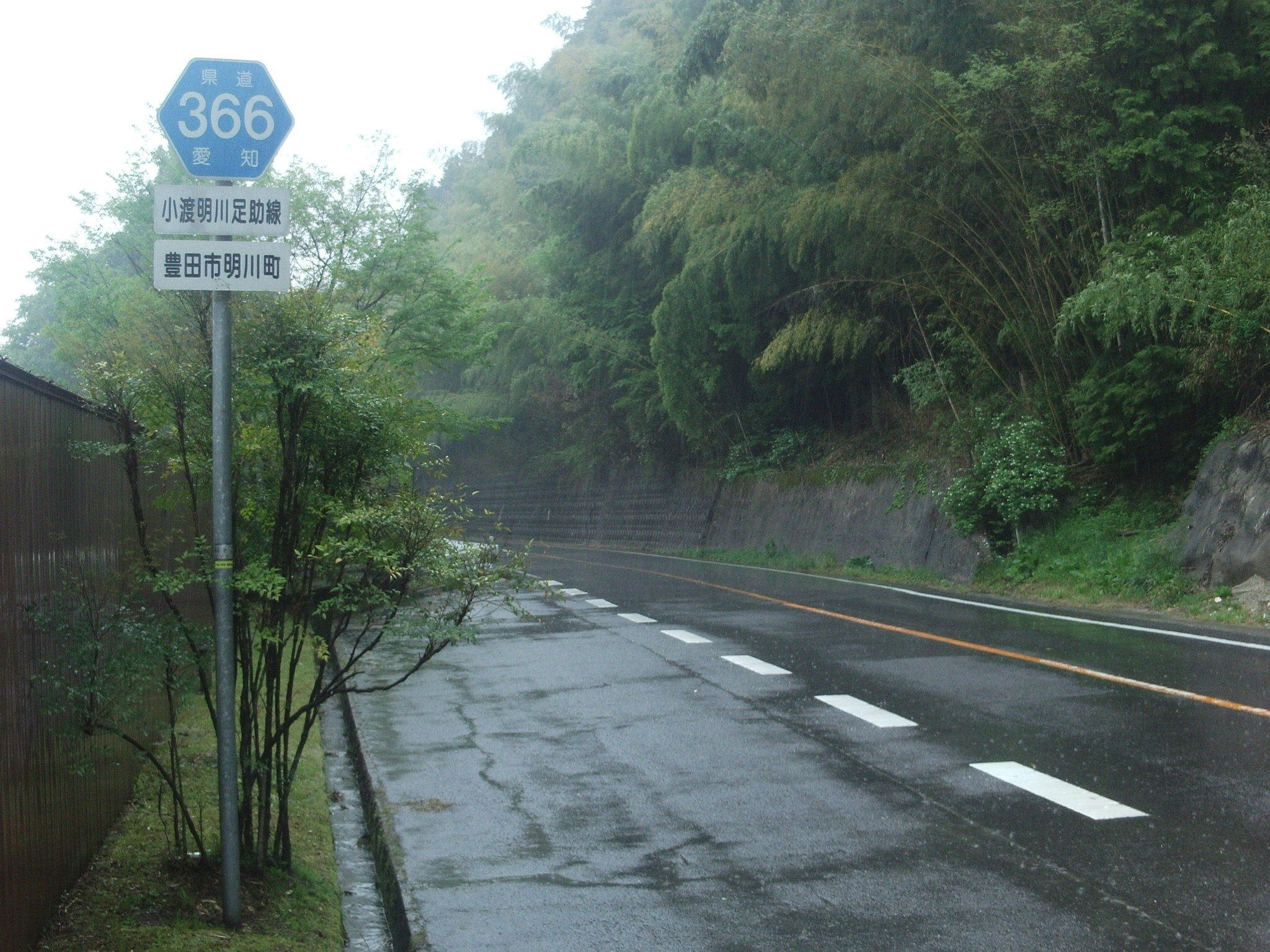
中間地点（豊田市明川町）

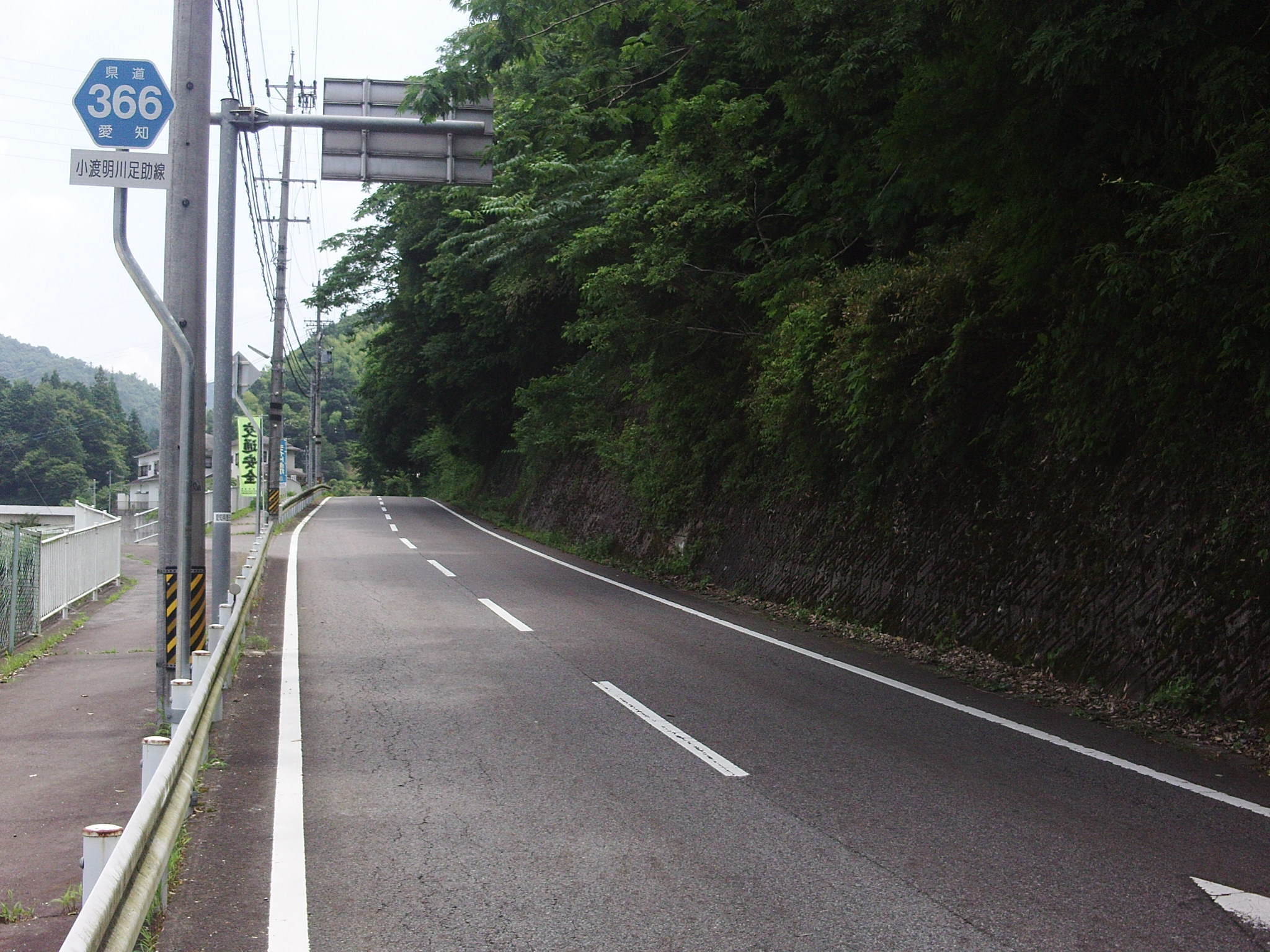
旧飯田街道区間。豊田市立萩野小学校の南側。（豊田市桑田和町、旧足助町）

愛知県道366号小渡明川足助線（あいちけんどう366ごう おどあすがわあすけせん）は、愛知県豊田市内を通る愛知県の一般県道である。

## 概要

### 路線データ
- 起点：豊田市小渡町（愛知県道19号土岐足助線交点）
- 終点：豊田市足助町（足助大橋西交差点：国道153号交点）

## 沿革
- 1959年12月15日 認定
- 2015年4月1日 足助町内国道153号線旧道の一部区間が移管され、終点が変更[1][2]

## 別名
- 足助銀座通り（豊田市、旧足助町）
- 飯田街道（豊田市、旧足助町）
- 三州街道（豊田市、旧足助町）

## 地理
名称は通過する小渡・明川・足助の3地区の名を連ねたもので、2005年（平成17年）4月に豊田市となる前は東加茂郡旭町と足助町であった区域を通る。起点は岐阜県境寄りの山沿いにあり、足助町に向かって山間部を南下するルートである。

### 通過する自治体
- 愛知県
  - 豊田市

### 交差する道路
- 愛知県道11号豊田明智線（愛知県道19号土岐足助線経由で接続）
- 愛知県道19号土岐足助線（起点：豊田市小渡町）
- 愛知県道490号笹戸小田木線（豊田市旭八幡町 - 槇本町間で重複）
- 国道153号（飯田街道）（明川交差点 - 豊田市平沢町間で重複）
- 愛知県道357号平沢御蔵線（豊田市平沢町）
- 愛知県道33号瀬戸設楽線（豊田市桑田和町 - 今朝平交差点間で重複）
- 愛知県道362号東大沼足助線（梶平交差点 - 足助町飯盛間で重複）
- 国道420号（足助町飯盛 - 足助大橋西交差点間で重複）
- 国道153号（飯田街道）（終点：足助大橋西交差点）

### 沿線
- 旭高原元気村
- 明川郵便局
- 足助川
- 香嵐渓